# Lui... et les policemen
Pour plus de détails, voir Fiche technique et Distribution.
Lui... et les policemen (Pinched) est un film américain de Gilbert Pratt et Harold Lloyd, sorti en 1917.

## Fiche technique
- Titre original : Pinched
- Titre français : Lui... et les policemen
- Réalisation : Gilbert Pratt et Harold Lloyd
- Production : Hal Roach
- Pays d'origine : États-Unis
- Format : Noir et blanc - 1,33:1 - Film muet
- Genre : comédie, court métrage
- Date de sortie : 1917

## Distribution
- Harold Lloyd
- Snub Pollard
- Bebe Daniels
- Sammy Brooks
- Bud Jamison
- Gus Leonard
- Fred C. Newmeyer
- Charles Stevenson
- Charles Lakin